# Суммы Рамануджана
Суммы Рамануджана — это тригонометрические суммы, зависящие от двух целочисленных параметров {\displaystyle k} и {\displaystyle n}, вида:
{\displaystyle c_{k}(n)=\sum _{h}\cos \left({\frac {2\pi nh}{k}}\right)=\sum _{h}\exp \left({\frac {2\pi nhi}{k}}\right),}
где {\displaystyle h<k,\;h\in \mathbb {Z} _{0}} и {\displaystyle (h,\;k)=1}.
Основным свойством сумм Рамануджана является их мультипликативность относительно индекса {\displaystyle k}, то есть
{\displaystyle c_{kk'}(n)=c_{k}(n)c_{k'}(n),}
если {\displaystyle (k,\;k')=1}.
Суммы {\displaystyle c_{k}(n)} можно представить через функцию Мёбиуса {\displaystyle \mu }:
{\displaystyle c_{k}(n)=\sum _{d\setminus (k,\;n)}\mu \left({\frac {k}{d}}\right)d.}
Суммы Рамануджана ограничены при ограниченных либо {\displaystyle k}, либо {\displaystyle n}. Так, например, {\displaystyle c_{k}(1)=1}.

## Применение сумм Рамануджана
Многие мультипликативные функции от натурального аргумента могут быть разложены в ряды по {\displaystyle c_{k}(n)}. Верно и обратное.
Основные свойства сумм позволяют вычислять суммы вида:
{\displaystyle \sum _{n=1}^{\infty }{\frac {c_{k}(qn)}{n^{s}}}f(n),\quad \sum _{k=1}^{\infty }{\frac {c_{k}(qn)}{k^{s}}}f(k),}
где {\displaystyle f(n)} — мультипликативная функция, {\displaystyle q} — целое число, {\displaystyle s} — в общем случае, комплексное.
В простейшем случае, можно получить
{\displaystyle \sum _{k=1}^{\infty }{\frac {c_{k}(qn)}{k^{s}}}={\frac {\sigma _{1-s}(n)}{\zeta (s)}},}
где {\displaystyle \zeta (s)} — дзета-функция Римана, {\displaystyle \sigma _{k}(n)} — сумма {\displaystyle k}-х степеней делителей числа {\displaystyle n}.
Такие суммы тесно связаны с особыми рядами некоторых аддитивных проблем теории чисел, например, представление натуральных чисел в виде чётного числа квадратов. В работе [1] приведены многие формулы, содержащие данные суммы.